# 11e étape du Tour d'Italie 2002
Pour un article plus général, voir Tour d'Italie 2002.
La 11e étape du Tour d'Italie 2002 a eu lieu le 23 mai 2002 entre les villes de Benevento en Campanie et la station de Campitello Matese sur la commune de San Massimo en Molise sur une distance de 140 km. Elle a été remportée par l'Italien Gilberto Simoni (Saeco-Longoni Sport) devant ses compatriotes Francesco Casagrande (Fassa Bortolo) et Franco Pellizotti (Alessio). Arrivé un peu plus d'une minute après le vainqueur de l'étape, l'Allemand Jens Heppner (Telekom) conserve le maillot rose de cette édition du Tour d'Italie à l'issue de l'étape.

## Classement de l'étape
| \| Classement de l'étape \| Classement de l'étape \| Classement de l'étape \| Classement de l'étape \| Classement de l'étape \| \| Coureur \| Coureur \| Pays \| Équipe \| Temps \| \| --------------------- \| --------------------- \| --------------------- \| --------------------- \| --------------------- \| \| 1er \| Gilberto Simoni \| Italie \| Saeco-Longoni Sport \| 4 h 03 min 37 s \| \| 2e \| Francesco Casagrande \| Italie \| Fassa Bortolo \| + 0 s \| \| 3e \| Franco Pellizotti \| Italie \| Alessio \| + 4 s \| \| 4e \| Fernando Escartín \| Espagne \| Team Coast \| + 4 s \| \| 5e \| Dario Frigo \| Italie \| Tacconi Sport \| + 4 s \| \| 6e \| Andrea Noè \| Italie \| Mapei-Quick Step \| + 4 s \| \| 7e \| José Castelblanco \| Colombie \| Colombia-Selle Italia \| + 4 s \| \| 8e \| Pietro Caucchioli \| Italie \| Alessio \| + 4 s \| \| 9e \| Aitor González \| Espagne \| Kelme-Costa Blanca \| + 11 s \| \| 10e \| Juan Manuel Gárate \| Espagne \| Lampre-Daikin \| + 18 s \| |                      |          |                       |                 |
| |                      |          |                       |                 |
| |                      |          |                       |                 |
| Classement de l'étape |                      |          |                       |                 |
| Coureur | Coureur              | Pays     | Équipe                | Temps           |
| 1er | Gilberto Simoni      | Italie   | Saeco-Longoni Sport   | 4 h 03 min 37 s |
| 2e | Francesco Casagrande | Italie   | Fassa Bortolo         | + 0 s           |
| 3e | Franco Pellizotti    | Italie   | Alessio               | + 4 s           |
| 4e | Fernando Escartín    | Espagne  | Team Coast            | + 4 s           |
| 5e | Dario Frigo          | Italie   | Tacconi Sport         | + 4 s           |
| 6e | Andrea Noè           | Italie   | Mapei-Quick Step      | + 4 s           |
| 7e | José Castelblanco    | Colombie | Colombia-Selle Italia | + 4 s           |
| 8e | Pietro Caucchioli    | Italie   | Alessio               | + 4 s           |
| 9e | Aitor González       | Espagne  | Kelme-Costa Blanca    | + 11 s          |
| 10e | Juan Manuel Gárate   | Espagne  | Lampre-Daikin         | + 18 s          |

## Classement général
| \| Classement général \| Classement général \| Classement général \| Classement général \| Classement général \| \| Coureur \| Coureur \| Pays \| Équipe \| Temps \| \| ------------------ \| -------------------- \| ------------------ \| ----------------------- \| ------------------ \| \| 1er \| Jens Heppner \| Allemagne \| Telekom \| 52 h 54 min 27 s \| \| 2e \| Francesco Casagrande \| Italie \| Fassa Bortolo \| + 2 min 58 s \| \| 3e \| Gilberto Simoni \| Italie \| Saeco-Longoni Sport \| + 3 min 15 s \| \| 4e \| Paolo Savoldelli \| Italie \| Index-Alexia Alluminio \| + 3 min 43 s \| \| 5e \| Pietro Caucchioli \| Italie \| Alessio \| + 3 min 43 s \| \| 6e \| Fernando Escartín \| Espagne \| Team Coast \| + 3 min 46 s \| \| 7e \| Yaroslav Popovych \| Ukraine \| Landbouwkrediet-Colnago \| + 3 min 50 s \| \| 8e \| Wladimir Belli \| Italie \| Fassa Bortolo \| + 3 min 55 s \| \| 9e \| Aitor González \| Espagne \| Kelme-Costa Blanca \| + 3 min 58 s \| \| 10e \| Cadel Evans \| Australie \| Mapei-Quick Step \| + 4 min 03 s \| |                      |           |                         |                  |
| |                      |           |                         |                  |
| |                      |           |                         |                  |
| Classement général |                      |           |                         |                  |
| Coureur | Coureur              | Pays      | Équipe                  | Temps            |
| 1er | Jens Heppner         | Allemagne | Telekom                 | 52 h 54 min 27 s |
| 2e | Francesco Casagrande | Italie    | Fassa Bortolo           | + 2 min 58 s     |
| 3e | Gilberto Simoni      | Italie    | Saeco-Longoni Sport     | + 3 min 15 s     |
| 4e | Paolo Savoldelli     | Italie    | Index-Alexia Alluminio  | + 3 min 43 s     |
| 5e | Pietro Caucchioli    | Italie    | Alessio                 | + 3 min 43 s     |
| 6e | Fernando Escartín    | Espagne   | Team Coast              | + 3 min 46 s     |
| 7e | Yaroslav Popovych    | Ukraine   | Landbouwkrediet-Colnago | + 3 min 50 s     |
| 8e | Wladimir Belli       | Italie    | Fassa Bortolo           | + 3 min 55 s     |
| 9e | Aitor González       | Espagne   | Kelme-Costa Blanca      | + 3 min 58 s     |
| 10e | Cadel Evans          | Australie | Mapei-Quick Step        | + 4 min 03 s     |

## Classements annexes
| Classement par points | Classement par points | Classement par points | Classement par points        | Classement par points |
| Coureur               | Coureur               | Pays                  | Équipe                       | Points                |
| --------------------- | --------------------- | --------------------- | ---------------------------- | --------------------- |
| 1er                   | Massimo Strazzer      | Italie                | Phonak Hearing Systems       | 111 pts               |
| 2e                    | Fabrizio Guidi        | Italie                | Team Coast                   | 106 pts               |
| 3e                    | Mario Cipollini       | Italie                | Acqua & Sapone-Cantina Tollo | 103 pts               |
| 4e                    | Francesco Casagrande  | Italie                | Fassa Bortolo                | 74 pts                |
| 5e                    | Mikhaylo Khalilov     | Ukraine               | Colombia-Selle Italia        | 62 pts                |

| Classement par points | Classement par points | Classement par points | Classement par points        | Classement par points |
| Coureur               | Coureur               | Pays                  | Équipe                       | Points                |
| --------------------- | --------------------- | --------------------- | ---------------------------- | --------------------- |
| 1er                   | Massimo Strazzer      | Italie                | Phonak Hearing Systems       | 111 pts               |
| 2e                    | Fabrizio Guidi        | Italie                | Team Coast                   | 106 pts               |
| 3e                    | Mario Cipollini       | Italie                | Acqua & Sapone-Cantina Tollo | 103 pts               |
| 4e                    | Francesco Casagrande  | Italie                | Fassa Bortolo                | 74 pts                |
| 5e                    | Mikhaylo Khalilov     | Ukraine               | Colombia-Selle Italia        | 62 pts                |

| Classement de la montagne | Classement de la montagne | Classement de la montagne | Classement de la montagne | Classement de la montagne |
| Coureur                   | Coureur                   | Pays                      | Équipe                    | Points                    |
| ------------------------- | ------------------------- | ------------------------- | ------------------------- | ------------------------- |
| 1er                       | Gilberto Simoni           | Italie                    | Saeco-Longoni Sport       | 21 pts                    |
| 2e                        | Francesco Casagrande      | Italie                    | Fassa Bortolo             | 20 pts                    |
| 3e                        | Ruggero Marzoli           | Italie                    | Formaggi Trentini         | 12 pts                    |
| 4e                        | José Castelblanco         | Colombie                  | Colombia-Selle Italia     | 8 pts                     |
| 5e                        | Franco Pellizotti         | Italie                    | Alessio                   | 6 pts                     |

| Classement de la montagne | Classement de la montagne | Classement de la montagne | Classement de la montagne | Classement de la montagne |
| Coureur                   | Coureur                   | Pays                      | Équipe                    | Points                    |
| ------------------------- | ------------------------- | ------------------------- | ------------------------- | ------------------------- |
| 1er                       | Gilberto Simoni           | Italie                    | Saeco-Longoni Sport       | 21 pts                    |
| 2e                        | Francesco Casagrande      | Italie                    | Fassa Bortolo             | 20 pts                    |
| 3e                        | Ruggero Marzoli           | Italie                    | Formaggi Trentini         | 12 pts                    |
| 4e                        | José Castelblanco         | Colombie                  | Colombia-Selle Italia     | 8 pts                     |
| 5e                        | Franco Pellizotti         | Italie                    | Alessio                   | 6 pts                     |

| Classement par équipes | Classement par équipes | Classement par équipes | Classement par équipes |
| Équipe                 | Équipe                 | Pays                   | Temps                  |
| ---------------------- | ---------------------- | ---------------------- | ---------------------- |
| 1re                    | Kelme-Costa Blanca     | Espagne                | 158 h 23 min 54 s      |
| 2e                     | Alessio                | Italie                 | + 17 s                 |
| 3e                     | Mapei-Quick Step       | Italie                 | + 4 min 48 s           |
| 4e                     | Fassa Bortolo          | Italie                 | + 7 min 47 s           |
| 5e                     | Gerolsteiner           | Allemagne              | + 8 min 42 s           |

| Classement par équipes | Classement par équipes | Classement par équipes | Classement par équipes |
| Équipe                 | Équipe                 | Pays                   | Temps                  |
| ---------------------- | ---------------------- | ---------------------- | ---------------------- |
| 1re                    | Kelme-Costa Blanca     | Espagne                | 158 h 23 min 54 s      |
| 2e                     | Alessio                | Italie                 | + 17 s                 |
| 3e                     | Mapei-Quick Step       | Italie                 | + 4 min 48 s           |
| 4e                     | Fassa Bortolo          | Italie                 | + 7 min 47 s           |
| 5e                     | Gerolsteiner           | Allemagne              | + 8 min 42 s           |